# Xanthorhoe limbaria
Xanthorhoe limbaria är en fjärilsart som beskrevs av Jacob Hübner 1827. Xanthorhoe limbaria ingår i släktet Xanthorhoe och familjen mätare. Inga underarter finns listade i Catalogue of Life.